# ネイティブ・サン
『ネイティブ・サン』（Native Son）は、1986年のアメリカ合衆国の映画。ジェイムズ・ボールドウィンと並ぶ、20世紀を代表するアフロアメリカン作家のリチャード・ライトの『アメリカの息子』が原作。同原作を映画化した『ネイティブ・サン 〜アメリカの息子〜』もある(2019年)。

## あらすじ
シカゴの富豪の家で運転手をしている黒人（ラヴ）が、その家の令嬢（マクガバン）に誘われ、左翼活動家（ディロン）たちのアジトを訪れる。帰宅したときに、ひょんな間違いから令嬢を枕で窒息死させてしまい、殺人罪に問われ、活動家たちの協力も空しく、黒人は死刑判決を受ける。黒人は、令嬢の理解者を気取った偽善者ぶりを批判しつつ、刑に服す。

## キャスト
- ヴィクター・ラヴ
- エリザベス・マクガバン
- マット・ディロン
- ジェラルディン・ページ

## スタッフ
- 原作：リチャード・ライト